# Iron Savior
Iron Savior (с англ. — «Железный спаситель») — немецкая группа, играющая в стиле пауэр-метал, созданная в 1996 году Питом Зильком, Каем Хансеном, и Томеном Штаухом. Основной темой песен группы является научная фантастика. Большинство их песен повествуют о космическом корабле «Iron Savior» и связаны с исчезнувшим континентом — Атлантидой. В текстах песен также встречаются темы восприятия реальности и духа свободы. Стиль музыки имеет большое сходство с группами Gamma Ray и Helloween, из-за того, что Кай Хансен участвовал в разное время во всех этих группах.
На сегодняшний день группа выпустила в общей сложности одиннадцать студийных альбомов, три мини-альбома и два сингла.

## Состав группы

### Нынешние участники
- Пит Зильк — вокал, соло и ритм-гитара(с 1996 года), бас-гитара, клавишные (альбом Iron Savior)
- Йоахим Кестнер — соло и ритм-гитара, бэк-вокал (с 2000 года)
- Патрик Клозе — ударные (с 2017 года)
- Patrick Opitz — бас-гитара, вокал (2025—по настоящее время))
- Ян-Сорен Эккерт — бас-гитара, бэк-вокал (1997—2003, 2011—по настоящее время)

### Бывшие участники
- Кай Хансен — вокал, гитара (1996—2001)
- Андреас Кук — клавишные, бэк-вокал (1998—2003)
- Даниель Циммерманн — ударные (1998—1999)
- Томен Штаух — ударные (1996—1998)
- Томас Нак — ударные (1999—2017)
- Йенц Леонхард — бэк-вокал, бас-гитара (2003—2011)

## Дискография

### Альбомы
- Iron Savior (1997)
- Unification (1999)
- Dark Assault (2001)
- Condition Red (2002)
- Battering Ram (2004)
- Megatropolis (2007)
- The Landing (2011)
- Rise of the Hero (2014)
- Megatropolis 2.0 (2015)
- Titancraft (2016)
- Reforged – Riding on Fire (2017)
- Kill or Get Killed (2019)
- Skycrest (2020)
- Reforged - Ironbound (2022)
- Firestar (2023)

### Мини-альбомы
- Coming Home (1998)
- Interlude (1999)
- I've Been to Hell (2000)
- Curse of the Machinery (2023)

### Синглы
- «Titans of Our Time» (2002)
- «Time Will Tell» (2004)